# Костыли (Михайловский район)
Костыли — деревня Слободского сельского поселения Михайловского района Рязанской области России.

## География
Деревня находится на ручье Врашевке и состоит из 4-х рядов домов, три из них имеют названия: Лохматка, Голь, Краснопрудня.
В летний период наблюдается до 10 домов дачников, преимущественно из Москвы.
В деревне два пруда, расположенных в овраге и ограниченные плотинами.
В 500 метрах от деревни расположен Раков лес: лиственный лес, состоящий преимущественно из осин и зарослей орешника. Рядом с лесом находится заброшенный яблоневый сад.

## История
Деревня образована в XIX веке под названием Фёдоровка и принадлежала барину Ракову.
Позднее жители деревни прогневали барина, он переселил деревню на новое место и дал ей название Костыли.
В XIX в. деревня принадлежала Гагариным.
С 1890 года в деревне существовала школа для детей.
В 1980-х годах по инициативе местных жителей деревне поменяли название на Ягодино, но данное название не прижилось и деревня продолжила называться Костыли.
До 1990-х годов деревня принадлежала центральной усадьбе Мишино и была в ведении совхоза Мишино.

## Население
| 1929 | 2008 | 2010 |
| ---- | ---- | ---- |
| 739  | ↘0   | ↗2   |

## Административное деление
До 1924 года деревня входила в состав Мишинской волости (Печерниковской волости) Михайловского уезда Рязанской губернии.

## Известные уроженцы
- Козлов, Валерий Васильевич (1950) — российский математик, Вице-президент РАН, директор Математического института имени В. А. Стеклова.